# Aeropuerto Francisco Carlé
El Aeropuerto Francisco Carlé está ubicado en la ciudad peruana de Jauja, en el Departamento de Junín. 
Sirve principalmente a la Ciudad de Huancayo por la aglomeración urbana y el Valle del Mantaro. Además, sirve a otras ciudades de la Sierra Central (Jauja,Tarma, La Oroya). Se encuentra situado a unos tres kilómetros al sur de Jauja, en el margen izquierdo del río Mantaro y el río Seco. También recibe el nombre de "Aeropuerto Francisco Carlé", en memoria del sacerdote Francisco Carlé, párroco de Santa Fe de Jauja entre 1924 y 1964, llamado cariñosamente Padre Pancho, artífice de la reconstrucción de la Iglesia Matriz de Jauja.
Actualmente se encuentra cerrado por la realización de obras de mantenimiento.

## Características
El Aeropuerto Francisco Carlé de Jauja cuenta con una pista asfaltada de 2870 metros de largo por 45 de ancho y una terminal de pasajeros de un piso con 220,21 m², un hall principal de 95,71 m² y dos mostradores de facturación. Actualmente, se encuentra bajo la administración de CORPAC S.A., recibiendo y despachando vuelos comerciales diarios y eventuales de las aerolíneas LATAM Perú y Sky Airlines desde y hacia el Aeropuerto Internacional Jorge Chávez (Callao, Lima). Es el único aeropuerto comercial del Departamento de Junín y es apto para el desarrollo económico regional, además de ser un aeropuerto estratégico para operaciones militares. Además de los vuelos comerciales diarios, también atiende varios vuelos privados y de chárter. 
El aeropuerto de Jauja generó un flujo de 107,496 pasajeros desde el mes de enero hasta el mes de agosto de 2017, como informa Corpac en su último resumen mensual (solo en el mes de agosto de 2017, 22,519 pasajeros utilizaron el terminal aéreo de jauja como paso hacia la ciudad de Huancayo y otras ciudades cercanas, así como también a la Ciudad Capital de Lima). Por sus dimensiones (2810 metros x 45 metros), es el octavo aeropuerto más grande del Perú
En la década de los años 1950, el entonces diputado doctor José Julio García Porras consiguió nuevos fondos gubernamentales para la terminación del aeropuerto. Por iniciativa suya, dicho Campo de Aviación fue cedido al Estado.

## Modernización del Aeropuerto
En 2015, se desarrolló un plan maestro para la modernización del aeropuerto de Jauja. Dicho plan general incluye los siguientes planes específicos: plan general de desarrollo fase uno, año 2015-2035; plan general de desarrollo fase dos, posterior al año 2035 - hasta su configuración final; plano de áreas requeridas para la fase uno año 2015; plano de áreas requeridas para la fase dos año 2035 a futuro y superficies limitadoras de obstáculos

## Aerolíneas y destinos

### Aerolíneas
| Aerolíneas                   | Ciudades             | Aeronave | Alianza |  |
| ---------------------------- | -------------------- | -------- | ------- |  |
| LATAM Perú 1 destino         | Nacionales: (1) Lima | A319     | N/A     |  |
| Sky Airline (Perú) 1 destino | Nacionales: (1) Lima | A320neo  | N/A     |  |

### Destinos nacionales
| Ciudades por regiones          | Nombre del aeropuerto                 | Aerolíneas                  | Frecuencias por semana |
| ------------------------------ | ------------------------------------- | --------------------------- | ---------------------- |
| Lima (1 destino, 2 aerolíneas) |                                       |                             |                        |
| Lima                           | Aeropuerto Internacional Jorge Chávez | LATAM Perú Sky Airline Perú | 14                     |

## Accidentes
- El 28 de marzo de 2017, el vuelo 112 de Peruvian Airlines se accidentó e incendió cuando estaba intentando aterrizar en el aeropuerto Francisco Carlé, por causas que todavía se están investigando. No hubo víctimas fatales.